# Patrick Bonnet
Patrick Bonnet (Montpellier, 6 settembre 1957) è un ex ciclista su strada francese.
Professionista tra il 1979 ed il 1986, vinse un Tour de l'Oise.

## Carriera
Le principali vittorie da professionista furono una tappa il prologo del Tour de Corse nel 1979, il Tour de l'Oise nel 1980, due tappe al Tour de l'Avenir e due al Tour d'Armorique nel 1981 e il prologo del Grand Prix du Midi Libre nel 1984. Nel 1982 vestì per un giorno la maglia rosa del Giro d'Italia. È padre di Nicolas Bonnet e fratello di Éric Bonnet.

## Palmarès
- 1978

4ª tappa Circuit de Saône-et-Loire
3ª tappa Grand-Prix des Cévennes
- 1979

Prologo Tour de Corse
- 1980

Grand-Prix de Peymeinade
Prologo Tour de l'Oise (Creil > Creil) (cronometro)
Classifica generale Tour de l'Oise
4ª tappa Tour du Limousin
- 1981

1ª tappa Tour d'Armorique (Brest > Brest)
3ª tappa, 1ª semitappa Tour d'Armorique (Quimper > Pont-l'Abbé)
5ª tappa, 1ª semitappa Tour de l'Avenir (Champagne-en-Valromey > Belley)
6ª tappa Tour de l'Avenir (Voreppe > La Ruchère-en-Chartreuse)
- 1983

Prologo Tour du Vaucluse
- 1984

Prologo Grand Prix du Midi Libre (Montpellier)

## Altri successi
- 1981

Criterium di Quillan
- 1982

1 giorno in maglia rosa al Giro d'Italia

## Piazzamenti

### Grandi giri
- Giro d'Italia

1982: 55º
1983: 35º
- Tour de France

1979: 62º
1980: 34º
1982: 41º
1983: 38º
1984: 85º

### Classiche
- Milano-Sanremo

1981: 16º
1983: 26º